# Simulium baetiphilum
Simulium baetiphilum är en tvåvingeart som beskrevs av Lewis och Ronald Henry Lambert Disney 1972. Simulium baetiphilum ingår i släktet Simulium och familjen knott.
Artens utbredningsområde är Kamerun. Inga underarter finns listade i Catalogue of Life.